# ATP Birmingham
Das ATP-Turnier von Birmingham (offiziell Birmingham Open) war ein Herrentennisturnier, das im Jahr 1991 einmalig in der britischen Stadt Birmingham ausgetragen wurde. Gespielt wurde in der Halle auf Teppichboden.

## Geschichte
Das Turnier, das im November angesetzt und somit eines der letzten Turniere im Tourkalender war, gehörte zur ATP World Series, der Vorgängerserie der ATP Tour 250. Obwohl dies die unterste Kategorie auf der ATP Tour war, konnte das Turnier mit 450.000 US-Dollar ein relativ hohes Preisgeld aufbieten.
In Birmingham fand neben dem Herrenturnier auch das AEGON Classic statt. Das Damenturnier ist Teil der WTA Tour und wird auf Rasen ausgetragen.

## Siegerliste

### Einzel
| Jahr | Sieger        | Finalgegner     | Finalergebnis |
| ---- | ------------- | --------------- | ------------- |
| 1991 | Michael Chang | Guillaume Raoux | 6:3, 6:2      |

### Doppel
| Jahr | Sieger                    | Finalgegner                 | Finalergebnis |
| ---- | ------------------------- | --------------------------- | ------------- |
| 1991 | Jacco Eltingh Paul Wekesa | Ronnie Båthman Rikard Bergh | 7:5, 7:5      |